# Список програм комп'ютерного стеження та радіоелектронної розвідки за країною

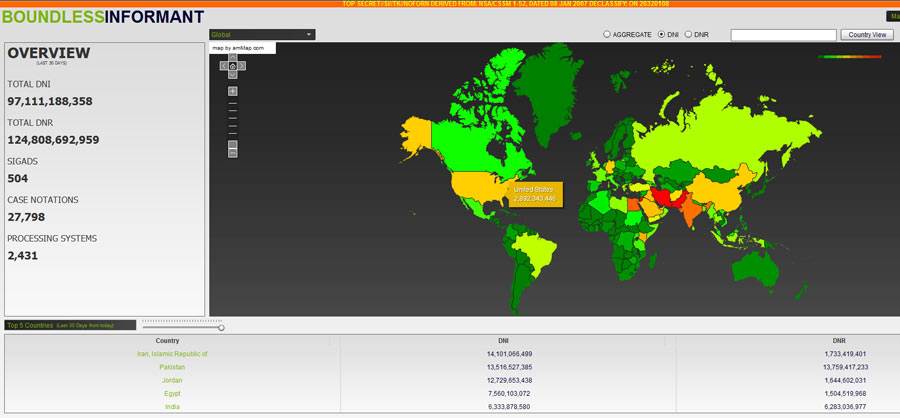
Карта глобального збору інформації АНБ

Список містить перелік програм комп'ютерного стеження та радіоелектронної розвідки, реалізованих або які реалізуються останнім часом урядами країн світу, а також міжнародних проектів у даній сфері.

## Міжнародні
- Ешелон — глобальна система радіоелектронної розвідки, що діє в рамках угоди про радіотехнічну та розвідувальну безпеку[ru] Австралії, Канади, Нової Зеландії, Великої Британії і США, також відомого під назвами UKUSA Agreement, AUSCANNZUKUS[ru] або Five Eyes[1].

- СОУД[ru] — засекречена система перехоплення інформації, створена СРСР і країнами Варшавського договору для ведення глобальної радіоелектронної розвідки[2].

## Національні

### Велика Британія
- Interception Modernisation Programme[en] — ініціатива щодо розширення можливостей уряду Великої Британії на законних підставах здійснювати перехоплення комунікацій та зберігати отримані дані в єдиній базі даних[3].

- Tempora — запущена в дію восени 2011 року секретна програма комп'ютерного стеження, використовується Центром урядового зв'язку Великої Британії (GCHQ) спільно з Агентством національної безпеки США[4]. 
  - Mastering the Internet[en] (MTI) — один з компонентів програми Tempora[4].
- Impact Nominal Index[en] — комп'ютерна система, призначена для поліції та інших силових структур Великої Британії, яка дозволяє оперативно навести довідки про осіб[5].

### Індія
- NATGRID[ru] — інтегрована комп'ютерна мережа спецслужб Індії, яка повинна консолідувати бази даних декількох міністерств та відомств, для полегшення спецслужбам Індії оперативного доступу до необхідної інформації[6].
- Централізована система моніторингу[ru] — комп'ютерна система стеження, що використовується урядом Індії, аналог програми PRISM АНБ США[7].
- DRDO NETRA[en] — комп'ютерна мережа, контрольована зовнішньою розвідкою Індії[ru] (RAW), призначена для перехоплення повідомлень електронної пошти, вебфорумів, блогів, соціальних мереж, зображення з використанням попередньо заданих фільтрів[8][9].

### КНР
- Золотий щит (кит.: 金盾 工程, jīndùn gōngchéng; неофіційна назву — «Великий китайський файрвол») — програма Інтернет-цензури та комп'ютерного стеження, реалізована Міністерством громадської безпеки КНР. проект був ініційований 1998 року і почав діяти в листопаді 2003 року.[10].
- Інформаційна мережа громадської безпеки[10].
- Бюро з нагляду[10].

### Російська Федерація
- СОРМ — (скор. від Система технических средств для обеспечения функций оперативно-розыскных мероприятий) — комплекс технічних засобів та заходів, призначених для проведення оперативно-розшукових заходів в мережах телефонного, рухомого і бездротового зв'язку та радіозв'язку (відповідно до Закону «Про зв'язок» та наказу Міністерства зв'язку № 2339 від 9 серпня 2000 року[11]). Потрібно розрізняти поняття «СОРМ-1» (систему прослуховування телефонних переговорів, організовану 1996 року), «СОРМ-2» (назва запропоновано В. Іоновим — систему протоколювання звернень до мережі Інтернет), розроблену робочою групою представників Держкомзв'язку Росії, ФСБ Росії, ЦНДІ Зв'язку та Россвязьнадзора під керівництвом Ю. В. Златкіса[12] та організовану в 2000 році (ВТП, КТКС) та «СОРМ-3» (забезпечує збір інформації з усіх видів зв'язку та її довгострокове зберігання)[13].

### США

Абсолютно секретний документ, опублікований Е. Сноуденом в The Guardian в 2013 році, підлягав розсекреченню 12 квітня 2038 року

- Розвідувальне співтовариство США — система 16 розвідслужб, діяльність яких включає в тому числі комп'ютерне стеження та радіоелектронну розвідку. 
  - Комплексна національна ініціатива з кібербезпеки — доктрина в сфері кібербезпеки США, основні положення якої засекречені.

- - Дата-центр АНБ (штат Юта)[ru] — споруджуваний дата-центр АНБ, призначений для зберігання дуже великих обсягів даних[14][15].

- MAINWAY[en] — база даних АНБ, що містить метадані про сотні мільярдів телефонних дзвінків, здійснених через чотири найбільших телефонних компанії США: AT & T, SBC, BellSouth і Verizon. 
  - Stellar Wind[ru] — програма стеження за електронними комунікаціями (включаючи контроль повідомлень електронної пошти, телефонних розмов, фінансових операцій та інтернет-активності)[16]

- - Кімната 641A[ru] — приміщення в будівлі магістрального провайдера AT&T, що використовувалося для перехоплення інтернет телекомунікацій в інтересах АНБ[17].

- Tailored Access Operations[en] (TAO) — створений 1997 року підрозділ АНБ, що займається активним (зломи, установка бекдор) та пасивним спостереженням за комп'ютерами[18][19]. Наприклад, він здатен збирати приблизно 2 петабайта переданих по мережі даних на годину[20][21].

- Boundless Informant[ru] — система АНБ для аналізу глобальних електронних комунікацій. У березні 2013 року мала у своєму розпорядженні базу даних з 14 млрд звітів по Ірану, 6,3 млрд. — по Індії, і 2,8 млрд. — по США[22].
- Національна ініціатива контролю підозрілої діяльності[en] — спільний проект міністерства юстиції США і Міністерство національної безпеки США, що передбачає можливості комп'ютерного стеження.

- PRISM (програма розвідки) — програма поглибленого спостереження за інтернет-трафіком, формально класифікована як цілком таємна, прийнята АНБ 2007 року[23] як заміна Terrorist Surveillance Program[en].
- DCSNet[ru] — Point-and-click система стеження ФБР, яка може здійснювати прослуховування телефонних розмов на будь-яких телекомунікаційних пристроях, розташованих у США[24].

- Main Core[en] — база даних, що зберігає особисту та фінансову інформацію про мільйони громадян США, які можуть становити загрозу національній безпеці[25]. Джерелом даних виступають АНБ, ФБР, ЦРУ, а також інші урядові джерела[25].

- - Magic Lantern — програма-кілогер, розсилається ФБР у вигляді вкладень в листи електронної пошти. При активації діє як троянець та дозволяє ФБР відстежувати дії інтернет-користувача[26].
- NarusInsight[ru] — суперкомп'ютерна система шпигунства кластерного класу, призначена для прослуховування та аналізу даних мережевого трафіку в інтернеті. Як допоміжні вузли поставки даних використовує систему Carnivore. Оператором системи в США є ФБР, користувачами — всі федеральні агентства США.

- - Carnivore[ru] — (від англ. «М'ясоїдний») — автоматична система шпигунства для прослуховування інформації, що надходить і йде з Web-сайтів, аналізу баз даних на Web-сайтах, а також для взломування та аналізу електронної пошти, аналог російського СОРМ-2. Елемент суперком’ютерного кластера тотального стеження NarusInsight.
- Terrorist Finance Tracking Program — спільна програма ЦРУ та Міністерства фінансів США з отримання доступу до бази транзакцій SWIFT. За даними уряду США, його зусилля з протидії терористичній діяльності були скомпрометовані після того, як інформація про існування програми просочилася в засоби масової інформації[27].

- X-Keyscore[ru] — секретна програма комп'ютерного стеження, розроблюється спільно Агентством національної безпеки США, Управлінням радіотехнічної оборони Австралії та Службою безпеки урядових комунікацій[en] Нової Зеландії[28].

### Франція

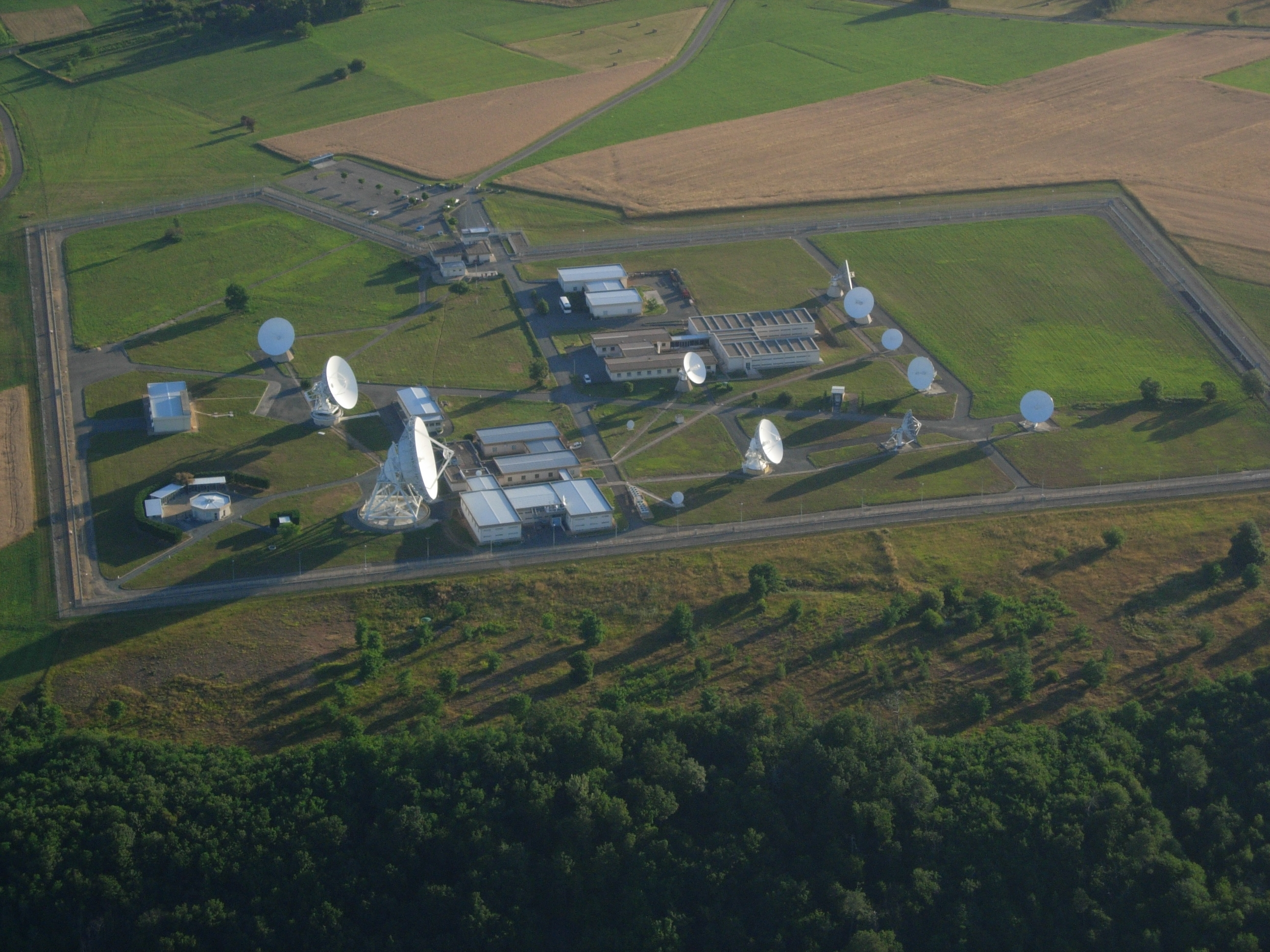
Станція Frenchelon в Домм, департамент Дордонь

- Frenchelon — французька глобальна система радіоелектронної розвідки, аналог англо-американської системи Ешелон, перебуває у віданні Генерального директорату зовнішньої безпеки (DGSE) і Управління військової розвідки (DRM)[29] [30].

### Швейцарія
- Онікс[ru] — система радіоелектронної розвідки, контрольована розвідкою Швейцарії, призначена для перехоплення військових та цивільних комунікацій (електронна пошта, факс і телефонні дзвінки). 2001 року удостоєна Премії Великого Брата (міжнародної нагороди за найгрубіше порушення недоторканності приватного життя та свободи громадян)[31].

### Швеція
- Titan[sv] — база даних, створена Радіотехнічним управлінням міністерства оборони Швеції, де зберігаються записи телефонних переговорів, інтернет-трафіку та даних електронних транзакцій, перехоплених в міжнародних комунікаціях [32][33].